# USS George C. Marshall (SSBN-654)
USS George C. Marshal (SSBN-654) – amerykański okręt podwodny o napędzie atomowym z okresu zimnej wojny typu Benjamin Franklin, przenoszący pociski SLBM. Wszedł do służby w 1966 roku. Okręt nazwano imieniem generała Georga Marshalla. Wycofany ze służby w 1992 roku.

## Historia
Kontrakt na budowę okrętu został przydzielony stoczni Newport News Shipbuilding w Newport News 29 lipca 1963 roku. Rozpoczęcie budowy okrętu nastąpiło 2 marca 1964 roku. Wodowanie miało miejsce 21 maja 1965 roku, wejście do służby 29 kwietnia 1966 roku. Po wejściu do służby w ramach ćwiczeń i zgrywania załóg, okręt odpalił dwa pociski balistyczne Polaris.
We wrześniu 1971 roku po wykonaniu 20 patroli, „George C. Marshall” udał się do stoczni w celu wymiany pocisków Polaris na Poseidon. Po trwającej 18 miesięcy modernizacji, okręt został skierowany do hiszpańskiej bazy Rota. Ostatnią bazą w której stacjonował była Holy Loch w Szkocji. W sumie podczas swojej służby wykonał 78 patroli. Okręt został wycofany ze służby 24 września 1992 roku, a następnie złomowany w 1994 roku.